# Oscar García Carmona
Oscar Sebastián García Carmona (San Nicolás de los Garza, Nuevo León, 2 de agosto de 1993) es un futbolista mexicano, juega como defensa y actualmente no tiene sin equipo. Su padre jugó en el equipo profesional de basquetbol Fuerza Regia de Monterrey.

## Trayectoria

### CF Monterrey
Tras formar parte del equipo sub-20 de la escuadra regiomontana, debuta el 28 de julio de 2013 en partido válido por el Torneo Apertura de la Liga MX contra el Puebla FC.
Participó en varios partidos e incluso tuvo la oportunidad de jugar un clásico regiomontano. Ganó 2 torneos de Liga de Campeones de la Concacaf y fue convocado para la Copa Mundial de Clubes de la FIFA 2012.

### Correcaminos de la UAT
Para el 2015, llegara a Préstamo al Cuadro Tamaulipeco. poco después, volvió a renovar préstamo, pero, debido a que obtuvo sobrepeso, el técnico Ricardo Cadena lo da de baja para el Apertura 2015 y se quedaría 6 meses sin jugar, saliendo del equipo ese mismo año.

## Selección nacional
Ha formado parte de la selección mexicana en diferentes torneos nacionales e internacionales en categorías sub-17 y sub-20, en la primera jugó 3 partidos anotando un gol y en la segunda jugó 8 partidos sin anotar gol.

## Clubes
| Club                   | País   | Año         |
| ---------------------- | ------ | ----------- |
| CF Monterrey           | México | 2013 - 2014 |
| Correcaminos de la UAT | México | 2015        |

## Palmarés
- Liga de Campeones de la Concacaf: 2012, 2013.